# Matador (musical)
 For alternative betydninger, se Matador. (Se også artikler, som begynder med Matador)
Musical Matador er en dansk musical baseret på tv-serien Matador, der kørte på DR i årene 1978-1981. Musicalen havde premiere 12. juni 2007 i Operaen. Allerede før premieren havde 62.000 personer købt billet. Matador Musical gik i to sæsoner og solgte 85.000 billetter.
Repremiere i Silkeborg 19. oktober 2013, instrueret af Sonja Oppenhagen, der i den oprindelige udgave spillede Vicki. Manuskriptet til denne udgave blev skrevet af Sonja Oppenhagen, Lise Nørgaard og Dramaturg Ebbe Knudsen.

## Skuespillere
| Musicalen                     | Rolle                 | TV-serien              |
| ----------------------------- | --------------------- | ---------------------- |
| Louise Mieritz                | Agnes Jensen          | Kirsten Olesen         |
| Jens Jørn Spottag             | Mads Skjern           | Jørgen Buckhøj         |
| Kaya Brüel                    | Ingeborg Skjern       | Ghita Nørby            |
| Lotte Andersen                | Maude Varnæs          | Malene Schwartz        |
| Kristian Boland               | Hans Christian Varnæs | Holger Juul Hansen     |
| Daimi                         | Laura                 | Elin Reimer            |
| Tommy Kenter                  | Larsen                | Buster Larsen          |
| Birgitte Simonsen/Jeanne Boel | Katrine               | Lily Broberg           |
| Tammi Øst                     | Elisabeth Friis       | Helle Virkner          |
| Lars Bom                      | Jørgen Varnæs         | Bent Mejding           |
| Lars Bom                      | Holger Jørgensen      | John Martinus          |
| Susanne Breuning              | Minna Varnæs          | Ellen Winther Lembourn |
| Susanne Breuning              | Gitte Graa            | Susse Wold             |
| Xenia Lach-Nielsen            | Vicki Hachel          | Sonja Oppenhagen       |
| Xenia Lach-Nielsen            | Marie                 | Kirsten Hansen-Møller  |
| Xenia Lach-Nielsen            | voksne Ellen          | Benedikte Dahl         |
| Morten Staugaard              | Hr. Schwann           | Arthur Jensen          |
| Morten Staugaard              | Hr. Stein             | John Hahn-Petersen     |
| Mads Knarreborg               | Røde                  | Kurt Ravn              |
| Mads Knarreborg               | Godtfred Lund         | Hardy Rafn             |
| Morten Eisner                 | Boldt                 | Per Pallesen           |
| Morten Eisner                 | Dr. Hansen            | Ove Sprogøe            |
| Tom Jensen                    | Oberst Hachel         | Bjørn Watt Boolsen     |
| Tom Jensen                    | Kristen Skjern        | Jesper Langberg        |
| Finn Nielsen                  | Albert Arnesen        | Preben Mahrt           |
| Finn Nielsen                  | Viggo Skjold Hansen   | Axel Strøbye           |
| Allan Klie                    | Arnold                | Esper Hagen            |
| Allan Klie                    | voksne Daniel         | Niels Martin Carlsen   |

## Bag om
- Manuskript og instruktion: Peter Langdal
- Komponist: Bent Fabricius-Bjerre
- Sangtekster: Clemens
- Scenografi: Thomas Bjørnanger
- Koreografi: Niclas Bendixen
- Dirigent: David Firman
- Orkester: Radio Underholdnings Orkestret